# Vanessa Gidden
Vanessa Nicole Gidden (Kingston, 1º luglio 1985) è un'ex cestista giamaicana.

## Carriera
Con la Giamaica ha disputato tre edizioni dei Campionati americani (2007, 2011, 2013).

## Statistiche
Dati aggiornati al 29 aprile 2012
| Stagione        | Squadra              | Competizione | Partite | Partite | Partite | Statistiche tiro | Statistiche tiro | Statistiche tiro | Altre statistiche | Altre statistiche | Altre statistiche | Altre statistiche | Altre statistiche |
| Stagione        | Squadra              | Competizione | Pres.   | Titol.  | Minuti  | Tiri da 2        | Tiri da 3        | Liberi           | Rimb.             | Assist            | Rubate            | Stopp.            | Punti             |
| --------------- | -------------------- | ------------ | ------- | ------- | ------- | ---------------- | ---------------- | ---------------- | ----------------- | ----------------- | ----------------- | ----------------- | ----------------- |
| 2010-2011       | Job Gate Napoli      | Serie A1     | 26      | 20      | 745     | 114/248          | 0                | 42/65            | 248               | 9                 | 39                | 9                 | 270               |
| 2011-2012       | Gea Magazzini Alcamo | Serie A1     | 23      | 21      | 609     | 75/204           | 0                | 61/92            | 235               | 11                | 20                | 8                 | 211               |
| Totale carriera |                      |              |         |         |         |                  |                  |                  |                   |                   |                   |                   |                   |